# 七月九日城

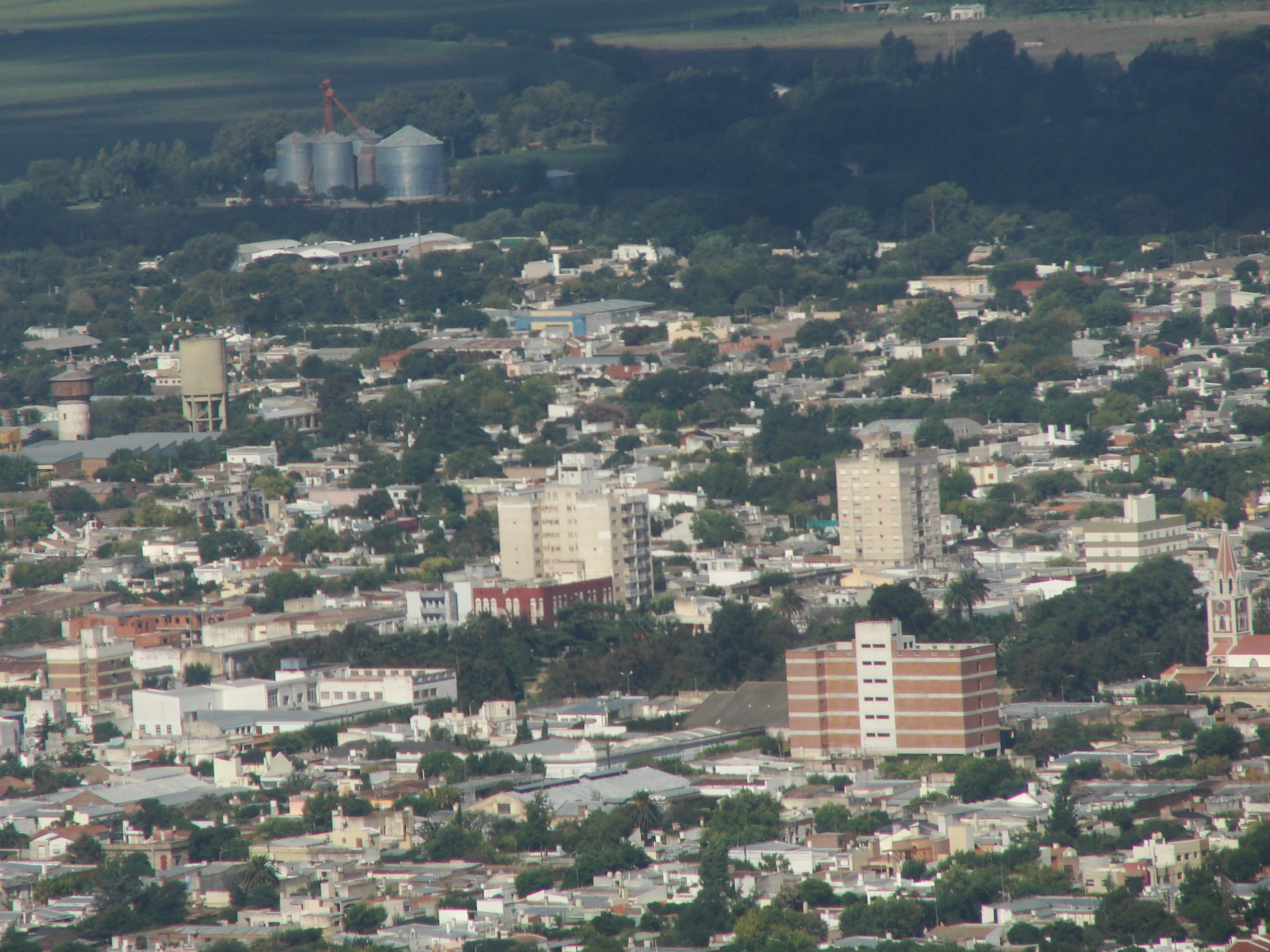
七月九日城

七月九日城（西班牙语：Nueve de Julio），阿根廷东部布宜诺斯艾利斯省城市，位于该省西北部，首都布宜诺斯艾利斯以西。总人口3.4万。

## 历史
在殖民地时期，该地称作「Tres Lagunas」（意为三个湖），当地土著居民称作「Cla-lauquen」。

## 气候
年平均气温 16.2 °C ，年平均湿度为72%。